# Schlacht bei Mohács (1526)

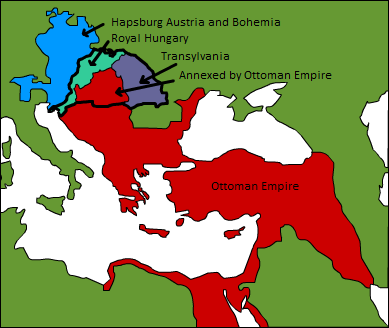
Ungarn nach der Schlacht bei Mohács (1526): Das Gebiet des alten Königreichs Ungarn ist schwarz umrandet, das Königliche Ungarn hellgrün, die Habsburgermonarchie blau, das Osmanische Ungarn und Osmanische Reich rot und das Fürstentum Siebenbürgen violett markiert.

In der Schlacht bei Mohács erlitt das Heer des Königreiches Ungarn unter König Ludwig II. und Pál Tomori am 29. August 1526 gegen die Osmanische Armee unter Süleyman I. bei Mohács in Südungarn eine vernichtende Niederlage. Die Osmanen konnten wenig später große Teile Ungarns und Kroatiens erobern.

## Verlauf
Während Ungarn 1514 durch den Bauernaufstand des György Dózsa und dessen Niederschlagung seine für den Kampf gegen die Osmanen benötigten Verteidigungskräfte geschwächt hatte, hatten die Osmanen 1521 ihr Reich durch die Eroberung Belgrads in nordwestliche Richtung erweitert. Bereits 1526 folgte ein weiterer Feldzug, der sich gegen Ungarn richtete. Süleyman hatte von Ungarn Tribut gefordert; als Ungarn die Zahlung verweigerte, marschierte er mit einer etwa 60.000 bis 70.000 Mann starken Armee (zu der 10.000 Reiter („Sipahis“) und 12.000 Janitscharen als Elitetruppen gehörten) Richtung Norden. König Ludwig brach am 15. August mit seinem Heer von Tolna aus auf. Dem rumänischen Historiker Nicolae Iorga zufolge bestand das Heer, insgesamt etwa 25.000 bis 40.000 Mann, zum größten Teil aus Bauern. Demgegenüber weist der deutsche Historiker Michael Klein darauf hin, dass sich die ungarische Bauernschaft im Türkenkrieg passiv verhalten hatte. Nachdem sie im Gefolge des niedergeschlagenen Aufstands von 1514 in die Leibeigenschaft gezwungen worden waren, sahen die Bauern keinen Unterschied zwischen der Unterdrückung durch die ungarischen Magnaten und der durch die Türken. Da der Adel wiederum den Bauern nicht vertraute, habe das in die Schlacht ziehende Heer über nur sehr wenige Fußtruppen verfügt.
Das Heerlager wurde in der Nähe des Dorfes Mohács aufgeschlagen; hier wollte man auf weitere Truppen warten. So hatte der siebenbürgische Fürst Johann Zápolya mehrfach die Aufforderung erhalten, mit seinen Truppen zum König zu stoßen. Er ließ aber auf sich warten. Das osmanische Heer überschritt am 20. August den Fluss Drau und stand am 29. dem ungarischen Heer gegenüber.
Die Ungarn wollten die Osmanen ohne vorherige Kenntnis der osmanischen Schlachtordnung in die Flucht schlagen. Als sich dann eine osmanische Einheit von Sipahis zeigte, griff die gesamte schwere Reiterei der Ungarn an, obwohl erst ein Teil des ungarischen Heeres (28.000 bis 30.000 Mann) kampfbereit aufgestellt worden war. Die Sipahis aber zogen sich geordnet zurück und lockten die Ungarn in einen Hinterhalt osmanischer Artillerie (Topçu). Im Geschützfeuer wurden zahlreiche Ungarn getötet, eine allgemeine Panik setzte ein. Die fliehenden ungarischen Einheiten wurden von den nachrückenden Osmanen in die Sümpfe getrieben. 12.000 Ungarn wurden enthauptet. König Ludwig II. ertrank im Bach Csele (seine Leiche wurde zwei Monate später gefunden). Insgesamt fielen 24.000 Männer in dieser Schlacht, darunter 4000 Panzerreiter. Das Dorf Mohács wurde niedergebrannt, Bauern, die in der Nähe waren, und alle Gefangenen wurden zur Abschreckung getötet. Süleyman erreichte am 10. September Buda, zog sich dann aber wieder zurück und führte mehr als 100.000 Ungarn in die Sklaverei.

## Folgen
Die Schlacht, bei der zehntausende Menschen ums Leben kamen, verschaffte den Habsburgern ein größeres Herrschaftsgebiet. Durch den Tod des ungarischen Königs Ludwig II. fielen aufgrund der Wiener Doppelhochzeit Böhmen und Ungarn an den späteren Kaiser Ferdinand I.
Der ungarische Herrschaftsbereich der Habsburgermonarchie wird von 1526 bis 1700 als Königliches Ungarn bezeichnet. Große Teile Ungarns wurden infolge der ungarischen Niederlage von den Osmanen besetzt; das Königreich Ungarn zerfiel dadurch nach Ende des ungarischen Bürgerkriegs 1541 in drei Teile. Hauptstadt des Königlichen Ungarns wurde Pressburg.
Die anderen zwei Teile waren das zentrale Territorium, das vom Osmanischen Reich erobert wurde, und das Östliche Ungarische Königreich im Osten, das 1570 zum Fürstentum Siebenbürgen wurde. Dieses Gebiet war zu großen Teilen seiner Geschichte ein Vasallenstaat der Osmanen.
Die Habsburger waren nach 1526 gewählte Könige Ungarns, die bei der Krönung einen Eid auf die Verfassung des Königreichs Ungarn schworen. Nachdem nach 1683 das osmanische Ungarn von den Habsburgern erobert worden war, wurde der Begriff Königliches Ungarn nicht mehr benutzt. Stattdessen bezeichneten die habsburgischen Könige nach der Eroberung des osmanischen Teils ihre ungarische Besitzung fortan wieder als Königreich Ungarn.

## Rezeption
Schon die Zeitgenossen maßen der Schlacht von Mohács große Bedeutung bei. Sultan Süleyman empfing, bevor er 1529 gegen Wien vorrückte, seinen Vasallen, König Johann Zápolya, auf dem Schlachtfeld, um seinen Handkuss zu empfangen. Als sich in der zweiten Hälfte des Jahrhunderts ein Gesandtenwesen ausgebildet hatte, pflegten die österreichischen Gesandten auf ihrem Weg durch Ungarn zur Besichtigung des Schlachtfelds in Mohács Halt zu machen, wo bald auch ein erster Gedenkstein errichtet worden war.
In späteren Jahrhunderten bekam die Niederlage von Mohács für die ungarische Geschichte eine ähnlich zentrale Bedeutung wie die Schlacht auf dem Amselfeld (1389) für die serbische oder die Schlacht am Weißen Berg (1620) für die tschechische Geschichte. Alle drei Niederlagen wurden zu nationalen Mythen, zu Symbolen, in denen sich im Zeitalter des aufkommenden Nationalismus die kollektive Identität verdichtete. Wenn man auf Ungarisch ausdrücken möchte, dass es auch hätte schlimmer kommen können, wird noch heute das Sprichwort gebraucht: Több is veszett Mohácsnál – „Mehr ging bei Mohács verloren“. Mohács ist der Archetyp der Katastrophe geworden.
In den Schulbüchern des 19. Jahrhunderts wurde immer wieder die Geschichte des jugendlichen Königs erzählt, der ohne den nötigen Rückhalt seiner Magnaten in die Schlacht zieht, von seinen Getreuen zur Flucht gedrängt wird und schließlich in einem Bach ertrinkt. Dabei wurde immer wieder darauf verwiesen, dass Ludwig angeblich schon mit sechzehn Jahren graue Haare hatte, was man als Zeichen seiner Frühvollendung deutete. Auch dass er auf die Frage seines Kochs, wo das Mittagessen serviert werden solle, geantwortet haben soll: „Gott weiß, wo wir unser Mittagsmahl halten werden“, kam als Vorzeichen seines Todes immer wieder vor. Je nach tagespolitischer Ausrichtung wurde der Geschichte von der Niederlage je ein anderer Sinn abgerungen: Nach der Niederschlagung der Revolution von 1848 erschien das angeblich treulose Verhalten der Magnaten, die am Türkenkrieg nicht teilnehmen mochten, als typisch auch für die Gegenwart. Nach der Erringung der nationalen Gleichberechtigung mit den Österreichern 1867, als es unangemessen schien, vom „Tod der ungarischen Nation“ zu sprechen, wurde Mohács als Mahnung zur Vaterlandsliebe umgedeutet.
Auch in der ungarischen Historienmalerei des 19. Jahrhunderts wurden Szenen aus der Niederlage bei Mohács ausgemalt. 1856 schuf der Maler Mór Than im Pariser Exil eine Darstellung der Schlacht, in deren Mittelpunkt der heldenhaft fallende junge König steht. Aus der Zeit um 1856 stammt das Gemälde Soma Orlai Petrichs, das in melodramatischer Weise die Beerdigung der ungarischen Gefallenen zeigt, im Mittelpunkt mit zum Himmel erhobenen Händen die Frau eines ebenfalls gefallenen Palatins. Von 1860 bis 1866 malte Bertalan Székely gleich mehrere Darstellungen der Schlacht, die alle in der Ungarischen Nationalgalerie in Budapest hängen: Das eine zeigt die Auffindung der Leiche König Ludwigs, in einem anderen stellt er die grausige Szene dar, in der der Adlige Mihály Dobozi seine Frau lieber eigenhändig erdolcht als sie in die Hände der siegreichen Türken fallen zu lassen. Auf einem dritten Gemälde malt Székely in kräftigen Hell-Dunkel-Kontrasten den Triumph der Osmanen und die Nacht heraus, in der die Staatlichkeit Ungarns infolge der Schlacht für 150 Jahre versinken sollte.
Zur 450. Wiederkehr des Tages der Schlacht wurde 1976 an ihrem Schauplatz ein staatliches Denkmal errichtet, das der Architekt György Vadász entworfen hatte.

## Galerie

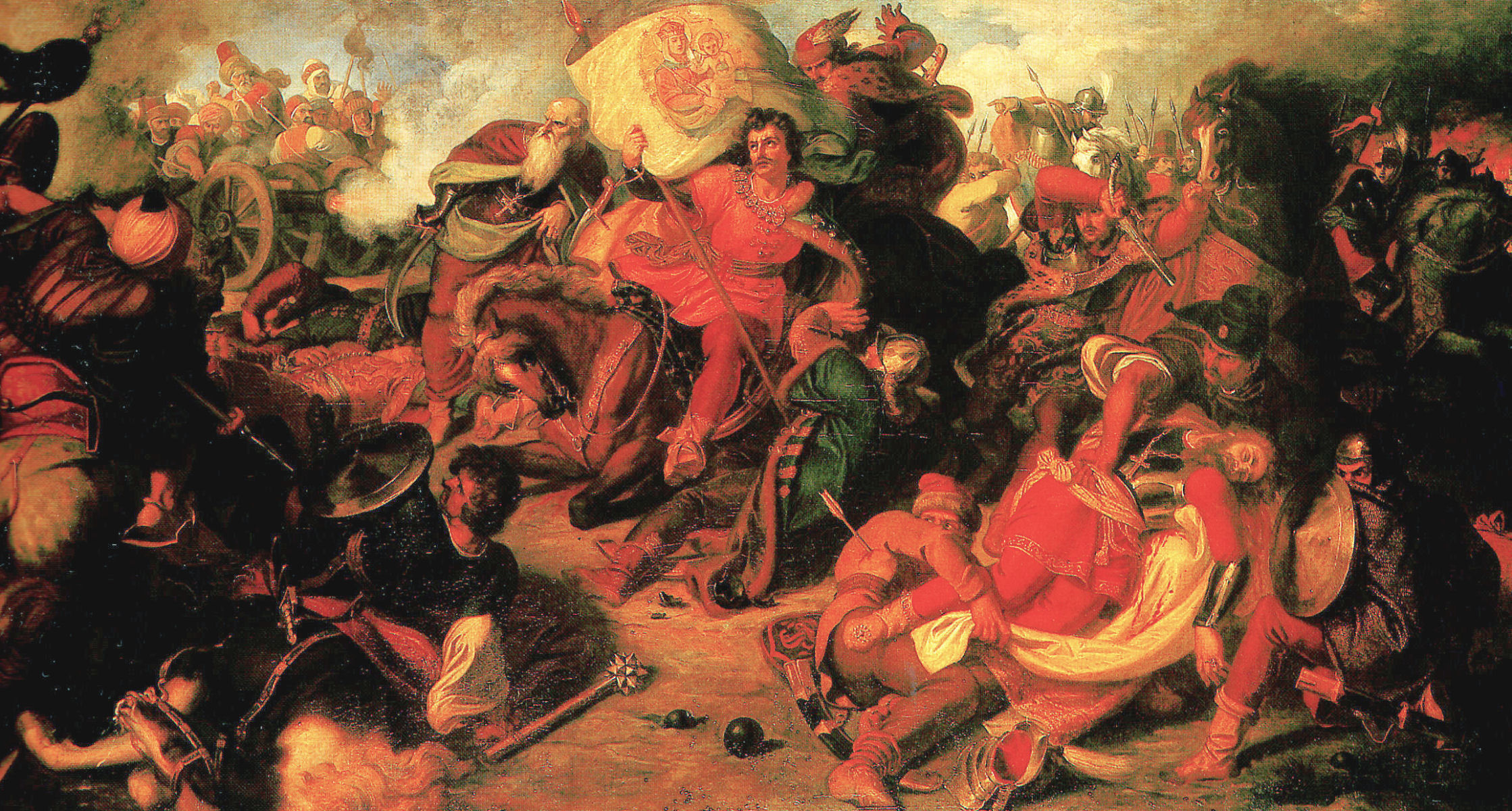
Mór Than: Die Schlacht von Mohács (1856)
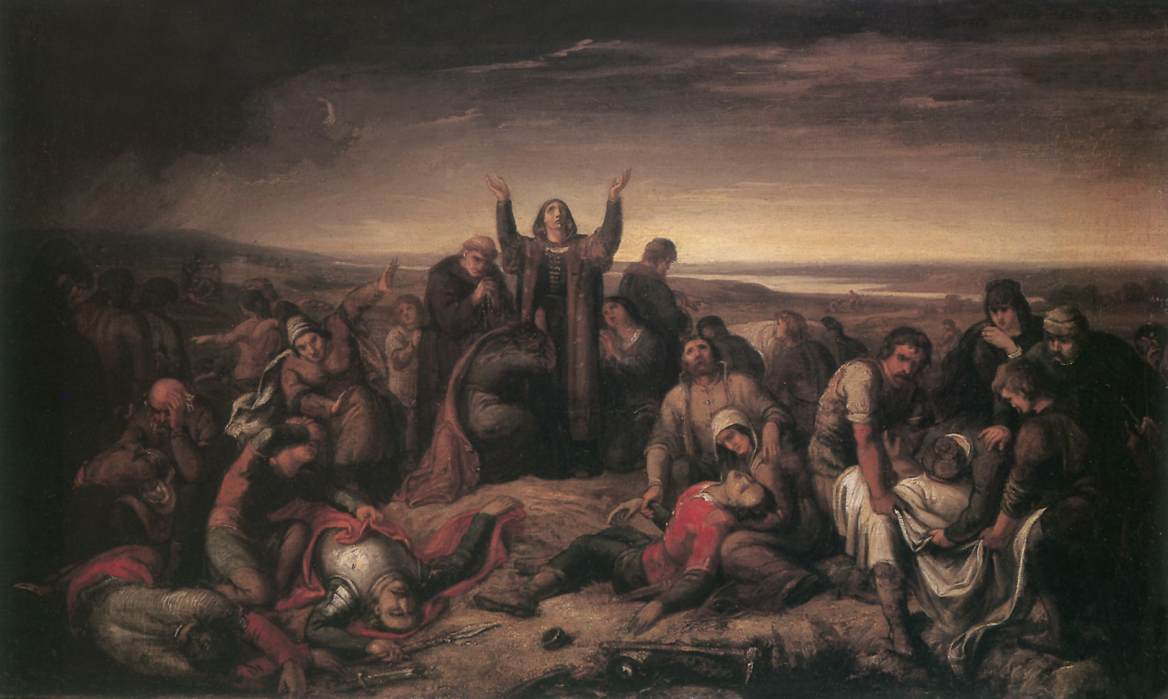
Soma Orlai Petrich: Imre Perényis Frau lässt die Toten der Schlacht begraben (1860)
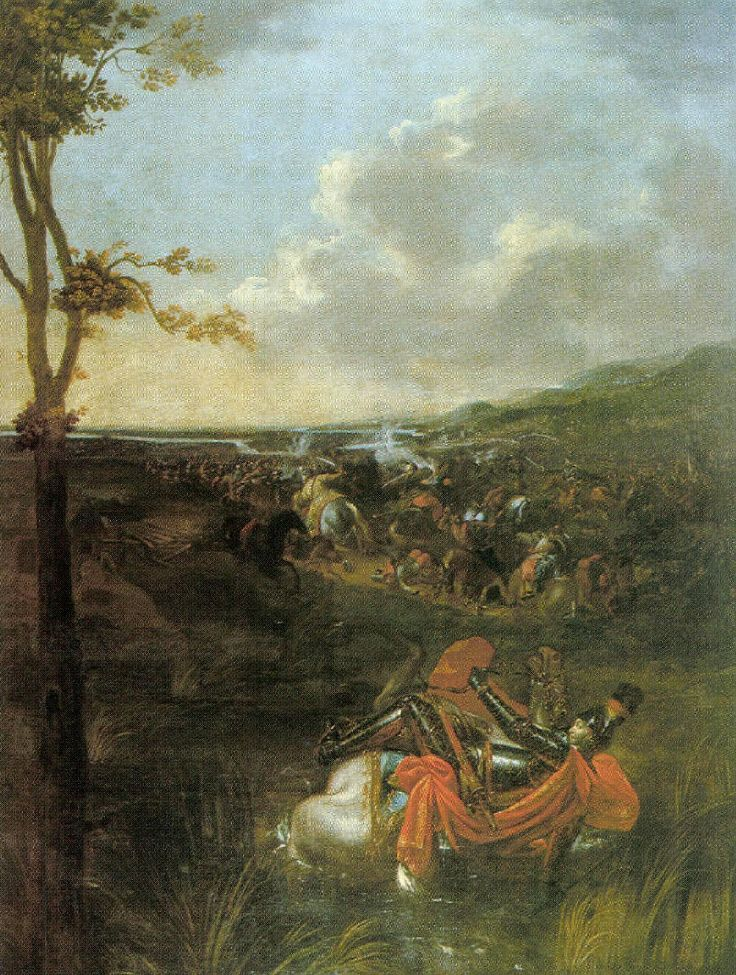
Stephan Dorfmeister: Tod König Ludwigs II.
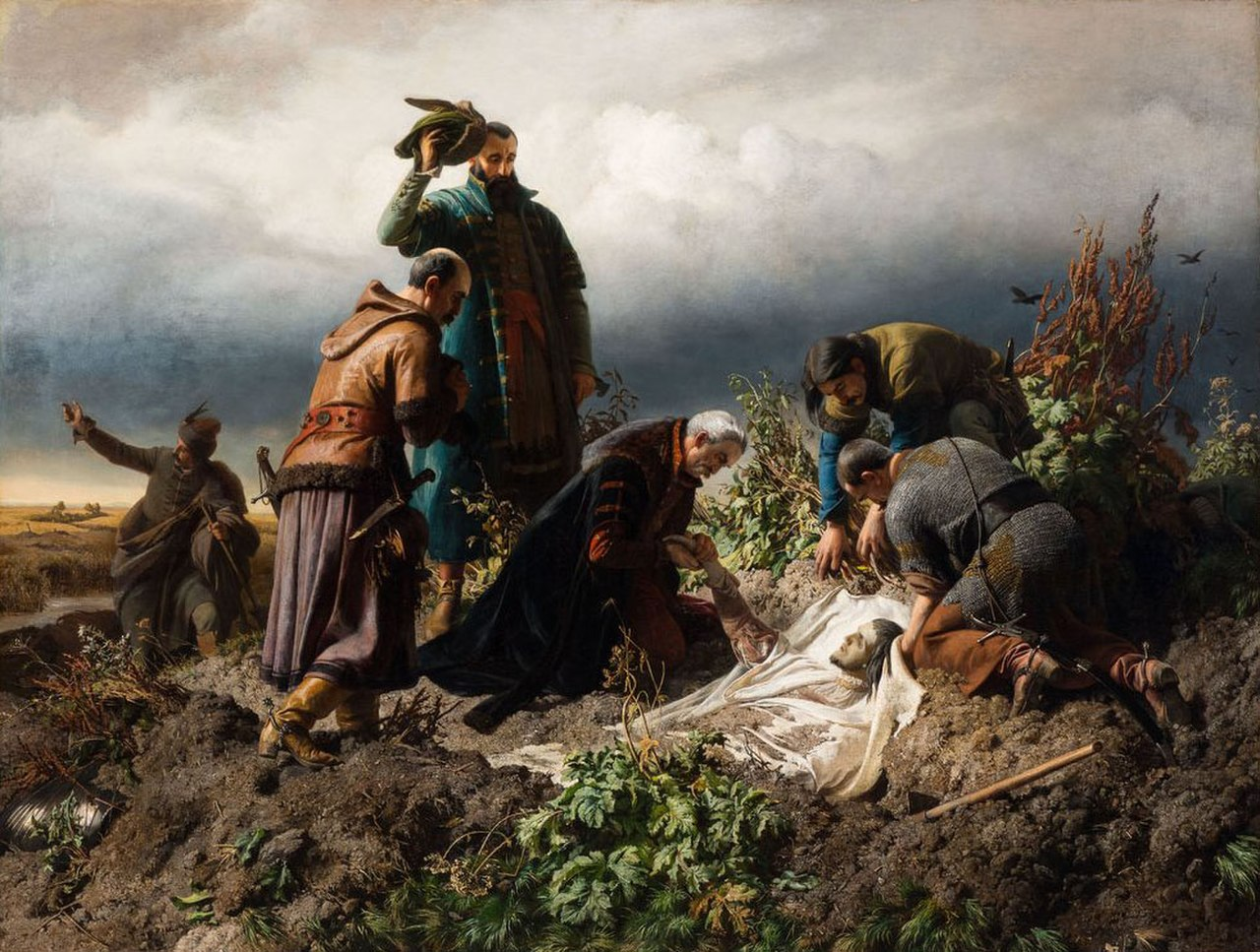
Bertalan Székely: Die Auffindung der Leiche König Ludwigs (1860)
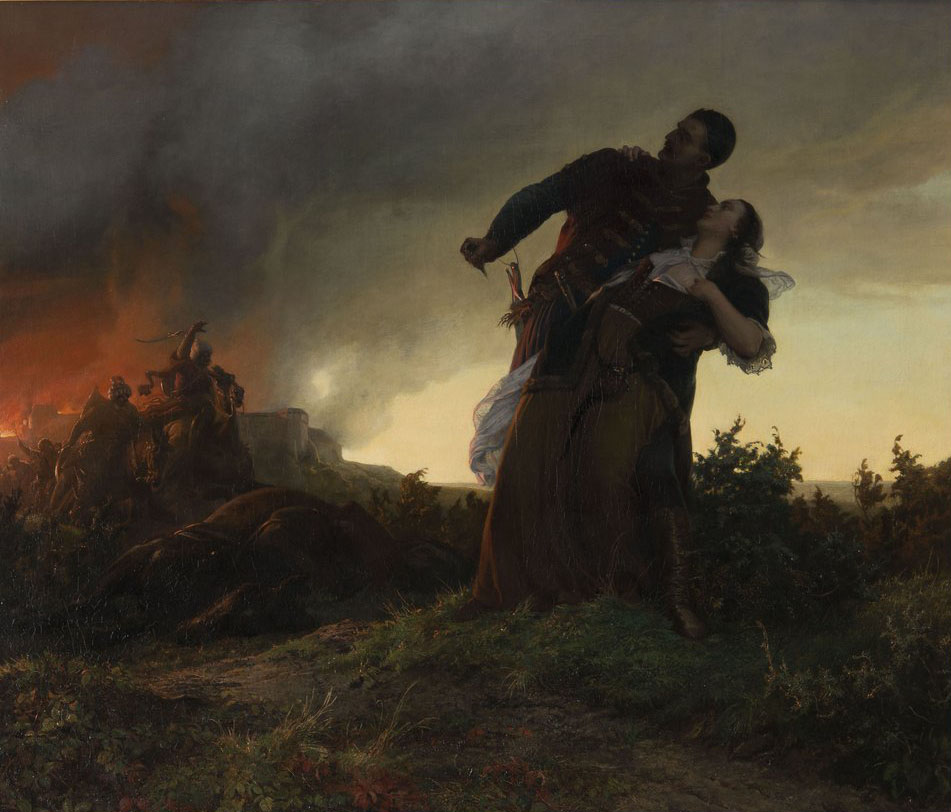
Bertalan Székely: Mihály Dobozi und seine Frau (1861)
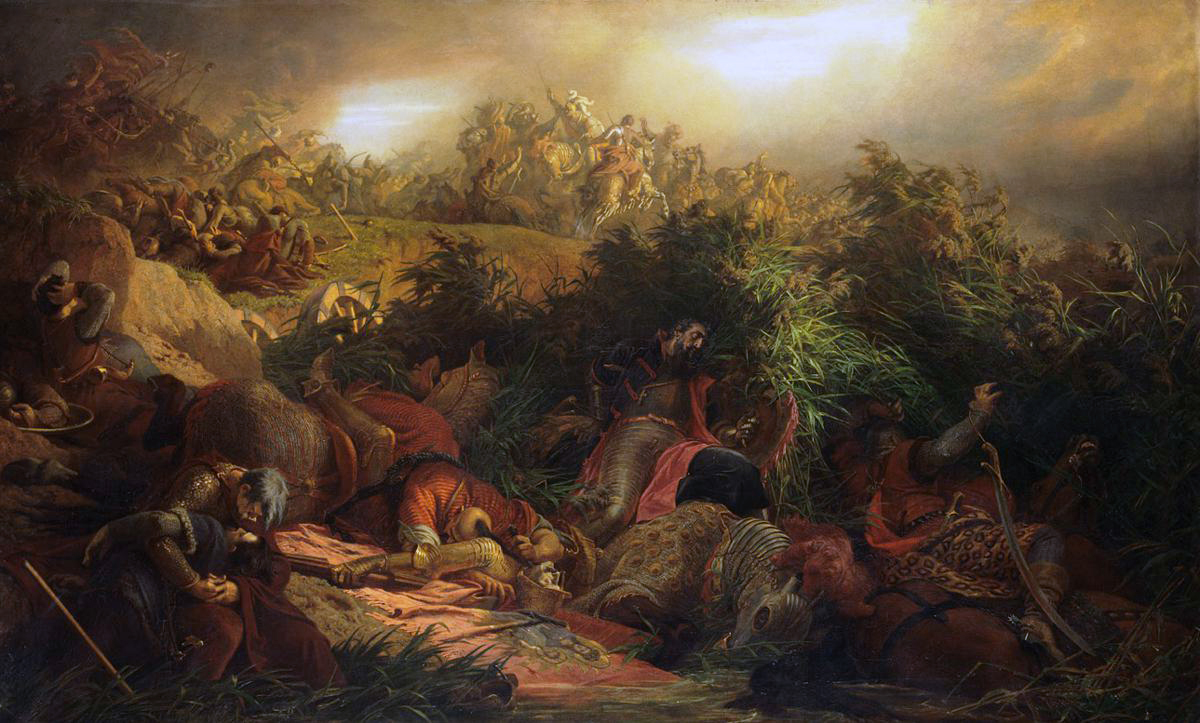
Bertalan Székely: Die Schlacht von Mohács (1866)